# Agents of Anarchy
Agents of Anarchy è una raccolta del gruppo punk inglese Sex Pistols, pubblicata nel 2008 da Landmark Records.

## Tracce
1. Submission – 4:31
2. Did You No Wrong – 3:24
3. What You Gonna Do About It – 4:25
4. Feedback – 1:35
5. New York – 3:56
6. Substitute – 3:12
7. Liar – 3:27
8. No Lip – 3:23
9. Anarchy in the U.K. (Remix Disco di Dave Goodman) – 3:51
10. The Last Interview – 23:39
11. Pretty Vacant – 3:00
12. No Feelings – 2:53
13. I Wanna Be Me – 3:12
14. I'm A Lazy Sod – 2:09
15. Submission – 4:16
16. C'mon Everybody – 1:56
17. Search and Destroy – 3:05
18. Anarchy in the U.K. – 4:09
19. Satellite – 4:07
20. No Lip – 3:18
21. God Save The Queen – 3:42
22. My Way – 2:56
23. Bill Grundy Interview – 1:35

## Formazione
- John "Johnny Rotten" Lydon - voce
- Steve Jones - chitarra
- Glen Matlock - basso
- Sid Vicious - basso
- Paul Cook - batteria